# Sant Ponç de Vall-llebrera
Sant Ponç de Vall-llebrera és l'església parroquial de Vall-llebrera, del municipi d'Artesa de Segre, inclosa en l'Inventari del Patrimoni Arquitectònic de Catalunya.

## Descripció

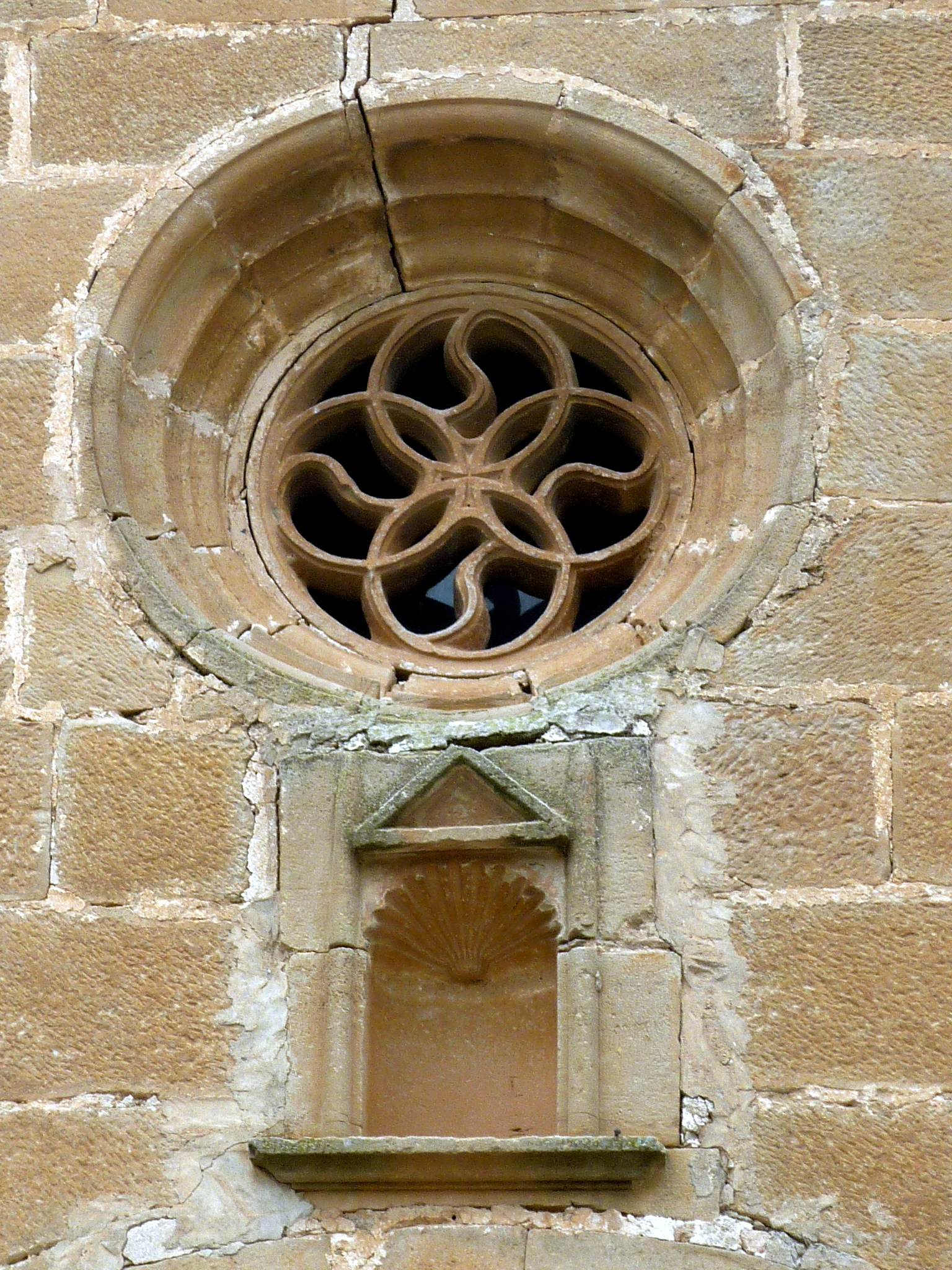
Fornícula i rosetó

Església d'una nau amb capelles, sagristia i garatge adossat lateralment. La façana principal té una composició amb un eix central definit per la porta amb arc de mig punt i grans dovelles regulars sobre una imposta. A sobre hi ha una fornícula i un rosetó amb calat de pedra rematat per una espadanya de dues obertures, amb una campana. La coberta és de dues vessants sobre la planta rectangular. L'edifici té un atirantat metàl·lic de reforç.

## Història
És obra del s. XVI. Pertanyé a Sant Miquel de Montmagastre fins al 1592 i després a Sant Pere d'Àger. A la façana hi ha un carreu amb la inscripció: "A. DONAT. LO/ SOR. ROR.PER.A/ QVESTA.OBRA/ 1148".